# Толок, Владимир Тарасович
Владимир Тарасович Толок (25 декабря 1926, Умань, УССР, СССР — 11 декабря 2012, Харьков, Харьковская область, Украина) — советский украинский физик, доктор физико-математических наук, член-корреспондент АН УССР (1972), заслуженный деятель науки и техники Украинской ССР (1978).

## Биография
Родился 25 декабря 1926 года в г. Умань (ныне в Уманском районе Черкасской области) в семье военнослужащего. Из-за частой смены места жительства (связанной со службой), вместе с семьёй жил в Николаеве, Павлограде (где он поступил в школу), Никополе, Кривом Роге, Днепропетровске.
С началом Великой Отечественной войны вместе с матерью был эвакуирован в колхоз села Айдырля (Оренбургская область). параллельно учёбе работал на сенокосилке. В августе 1943 года с семьёй переехал в Махачкалу, где отец трудоустроился начальником отдела инкассации банка.
В ноябре 1943 года, прервав учёбу в 10-м классе, добровольно записался в армию, в 1944 году с отличием окончил Объединённую школу младших авиационных специалистов ВВС Черноморского флота в Новом Афоне. Служил воздушным стрелком-радистом в составе экипажа самолёта-бомбардировщика в 13-м Краснознаменном Гвардейском Констанцком авиационном полку 2-й Минно-торпедной дивизии ВВС ЧФ. После аварии самолёта лечился в военно-морском госпитале в Симферополе, был демобилизован по состоянию здоровья в конце мая 1945 г.
В сентябре 1945 г. вернулся к родителям в освобожденный Днепропетровск. Сдав экстерном экзамены за 10-й класс, поступил на физико-математический факультет Днепропетровского университета.
В марте 1950 года был переведён на 4-й курс ядерного отделения физико-математического факультета Харьковского университета, где помимо прочего слушал лекции от ведущих сотрудников Украинского физико-технического института: К. Д. Синельникова, А. К. Вальтера, А. И. Ахиезера, Я. Б. Файнберга и других. Дипломную работу выполнил в ХФТИ под руководством Я. М. Фогеля.
В 1951 г. окончил университет и начал работать в лаборатории ускорительной техники Харьковского физико-технического института.
Первой работой Толока было налаживание линейного ускорителя протонов на энергию 5 Мэв. Первая самостоятельная работа — сооружение и исследования возможностей линейного ускорителя электронов на энергию 5 Мэв. Особенностью нового ускорителя было получение в коротком импульсе тока электронов, что в 10 раз превышает известные в то время значения, а также повышенные требования к фокусировке пучка и ширине энергетического спектра. Толок получил ток электронов, что в 100 раз превышал заданный. В 1957 году по материалам этой работы защитил кандидатскую диссертацию (научный руководитель — К. Д. Синельников).
С 1958 г. занимался физикой плазмы и управляемых термоядерных реакций. В 1960 г. по заданию И. В. Курчатова возглавил новую научную программу ХФТИ, связанную с разработкой основ управляемого термоядерного реактора стелараторного типа «Украина» с диаметром сечения тороидальной камеры 1 метр и напряженностью магнитного поля до 70 кгс. После смерти И. В. Курчатова в 1960 г. проект трансформировался в серию установок «Ураган» со значительно более скромными параметрами (первая была пущена в 1967 году).
С 1966 по 1987 г. руководил всей стелараторной программой ХФТИ, возглавлял отделение физики плазмы и одновременно был заместителем директора учреждения. В институте была создана единственная в Украине и одна из крупнейших в Европе экспериментальная база для исследований в области управляемого термоядерного синтеза. Была построена серия стеллараторов: «Сириус», «Ураган-1», «Ураган-2» и «Ураган-2М». В1970 г. впервые в мире был сооружен стеларатор-торсатрон «Сатурн» с принципиально новой магнитной системой. В 1982 г. был построен в то время крупнейший в мире и оригинальный торсатрон «Ураган-3» и его модификация «Ураган-3М».
По инициативе Толока в начале 1970-х гг. были начаты исследования в области неравновесной плазмохимии высоких энергий. В ходе этих исследований была создана новая вакуумно-плазменная технология нанесения покрытий способом конденсации с ионной бомбардировкой), что позволяет в несколько раз повысить износостойкость режущего инструмента, увеличить надежность и долговечность узлов трения механизмов (программа «Булат»).
В 1966—1971 гг. заведовал кафедрой физики плазмы физико-технического факультета Харьковского университета. В 1988 г. организовал в университете вакуумно-плазменную лабораторию.
В последние годы жизни много внимания уделял популяризации достижений науки и техники, публикуя в различных изданиях статьи по истории физики. В 2009 г. вышла книга «Физика и Харьков», написанная Толоком совместно с В. С. Коганом и В. В. Власовым.
Награждён орденами Октябрьской Революции, Отечественной войны II степени, «Знак Почета», «За мужество» III степени и многочисленными медалями. В 2012 г. стал Почетным доктором ХНУ имени В. Н. Каразина.
Автор и соавтор более 200 научных работ, 18 изобретений и патентов и многих научно-популярных статей из современных проблем науки и техники. Воспитал целую плеяду физиков-термоядерщиков.
В 2006 году получил награду Distinguished Career Award от международного общества исследователей проблем термоядерной энергии (Fusion Power Associates) — «за выдающийся, в течение всей жизни, вклад в развитие управляемого термоядерного синтеза».